# Municipio de Lincoln (condado de Midland)
El municipio de Lincoln (en inglés: Lincoln Township) es un municipio ubicado en el condado de Midland en el estado estadounidense de Míchigan. En el año 2010 tenía una población de 2474 habitantes y una densidad poblacional de 40,81 personas por km².

## Geografía
El municipio de Lincoln se encuentra ubicado en las coordenadas 43°42′8″N 84°19′18″O / 43.70222, -84.32167. Según la Oficina del Censo de los Estados Unidos, el municipio tiene una superficie total de 60.62 km², de la cual 60,38 km² corresponden a tierra firme y (0,41 %) 0,25 km² es agua.

## Demografía
Según el censo de 2010, había 2474 personas residiendo en el municipio de Lincoln. La densidad de población era de 40,81 hab./km². De los 2474 habitantes, el municipio de Lincoln estaba compuesto por el 98,42 % blancos, el 0,2 % eran afroamericanos, el 0,36 % eran amerindios, el 0,2 % eran asiáticos, el 0,12 % eran de otras razas y el 0,69 % eran de una mezcla de razas. Del total de la población el 1,09 % eran hispanos o latinos de cualquier raza.